# Lennart Larsson
Lennart Larsson (9 de julho de 1953) é um ex-futebolista sueco que atuava como meio-campo.

## Carreira
Larsson competiu na Copa do Mundo FIFA de 1978, sediada na Argentina, na qual a seleção de seu país terminou na décima terceira colocação dentre os 16 participantes.